# Ilex fragilis
Ilex fragilis är en järneksväxtart som beskrevs av Joseph Dalton Hooker. Ilex fragilis ingår i släktet järnekar, och familjen järneksväxter. Utöver nominatformen finns också underarten I. f. kingii.